# Кондратенко Петро Геннадійович
Петро́ Генна́дійович Кондрате́нко (* 1953) — український хірург, доктор медичних наук (1990), професор (1994), заслужений діяч науки і техніки України (2007), лауреат Державної премії України в галузі науки і техніки та Премії АМНУ (2009). З 2018 — ректор Донецького національного медичного університету.

## Життєпис
Народився 1953 року в місті Сталіно (сучасний Донецьк); син Геннадія Кондратенка. 1976 року закінчив Донецький медичний інститут; працював лікарем.
Від 1985 року — у Донецькому медичному університеті; з 1998-го — завідувач кафедри хірургії. Засновник і головний редактор «Українського журналу хірургії» (від 2008 року).
Наукові напрями: дослідження ефективності застосування малоінвазивних (ендо-, лапароскопічних і пункційних) методів лікування гострих та хронічних захворювань органів черевної порожнини.
Запропонував нові методи діагностики, консервативного і оперативного лікування гострої кровотечі травного каналу, ускладнень виразкової хвороби шлунка і дванадцятипалої кишки, захворювань панкреатобіліарної зони.
Лауреат Державної премії України в галузі науки і техніки 2009 року — за роботу «Розробка та впровадження нових методів діагностики і хірургічного лікування захворювань підшлункової залози»; співавтори Болдіжар Олександр Олександрович, Бондар Григорій Васильович, Дронов Олексій Іванович, Запорожченко Борис Сергійович, Криворучко Ігор Андрійович, Тодуров Іван Михайлович, Усенко Олександр Юрійович, Чорний Володимир Володимирович, Ярешко Володимир Григорович.
У 2018—2020 рр. — ректор ДНМУ.
З 16 червня 2021 року поновлений на посаді ректора ДНМУ.
Серед робіт:
- «Екстрена хірургія жовчних шляхів: керівництво для лікарів», 2005 (співавтор)
- «Гостра кровотеча в просвіт органів травного каналу: практичне керівництво», 2006 (співавтор)
- «Гастроінтестинальна ендоскопія: практичне керівництво», 2007 (співавтор)
- «Гострий панкреатит», 2008 (співавтор)
- «Продовжена епідуральна анестезія — один із шляхів зниження операційно-анестезіологічного ризику у хворих при гострій хірургічній патології», 2009 (співавтор).

Чоловік Марини Конькової.